# Mihael Bregant
Mihael Bregant, slovenski literarni zgodovinar, recenzent, literarni kritik, * 21. september 1960, Jesenice, † 31. julij 2007, Jesenice.

## Življenje in delo
Otroštvo je preživljal na Zatrati (Poljšica pri Gorjah). Po končani osnovni šoli se je odločil za gimnazijo na Jesenicah. To je uspešno končal leta 1979 in se oktobra istega leta vpisal na Filozofsko fakulteto v Ljubljani (A. slovenščina, B. primerjalna književnost). Oktobra leta 1984 je opravil diplomski izpit iz primerjalne književnosti, leta 1987 pa iz slovenščine. Za diplomsko delo, pod mentorstvom Borisa Paternuja, z naslovom Samozaložništvo in cikličnost kot osrednji determinanti Cundričeve lirike, je prejel fakultetno študentsko Prešernovo nagrado. Naloga je izšla pozneje v knjižni obliki v Zagoričnikovi zbirki Fondi Oryja Pála.
Po diplomi se je marca 1987 odpravil na služenje vojaškega roka. Leta 1988 se je zaposlil na Srednji lesarski šoli v Ljubljani, kasneje pa  na Srednji zdravstveni šoli, prav tako v Ljubljani. Nove ideje so bile izhodišče za delo na Filozofski fakulteti, kjer je organiziral Poletno šolo slovenskega jezika in pomagal pri ustanovitvi Centra za slovenščino kot drugi/tuji jezik. Izpitni center Centra za slovenščino kot drugi/tuji jezik je obogatil z zbirko testov in poskrbel za njegovo delovanje. Uredil je antologijo prispevkov Poletne šole slovenskega jezika, z referatom je nastopil na Seminarju slovenskega jezika, literature in kulture, na simpoziju Obdobja se je izkazal za prvega poznavalca slovenskih sonetnih vencev. Na kaseto je posnel besedila za učbenik Hermine Jug Kranjec Slovenščina za tujce. Bral je za Hladnikov vodnik Slovenian for Travelers Arhivirano 2013-10-20 na Wayback Machine., namenjen tujcem. Za Razglede in Knjigo je vsake toliko pripravil intervju s pesnikom oziroma literarni portret (Valentina Cundriča, Janka Modra, Josipa Ostija). Največji del njegove bibliografije so ocene leposlovnih, literarnovednih in drugih knjig, ki jih je objavljal v Mladini. Kot novinar in lektor je sodeloval s Tribuno, Novo revijo in Dnevnikom. Bil je recenzent in prevajalec.
Pri učenju poljščine je srečal Joanno Sławińsko in se 1993 z njo poročil. Istega leta se jima je rodil sin Jan Anton. Leta 1998 se je invalidsko upokojil. »Profa«, kot so ga klicali prijatelji, je zadnja leta preživel v invalidskem vozičku in postelji, kljub bolezenskim tegobam ves čas poln življenjske volje in vedrine. Umrl je za multiplo sklerozo.

## Izbrana bibliografija
- Marija Stanonik: Raztrgane korenine (1997) (COBISS)
- Franci Zagoričnik: Bralčev apokrif (1997) (COBISS)
- Tone Pretnar: Prešeren in Mickiewicz (1998) (COBISS)
- Sonja Koranter: Medeno drevo   (COBISS)